# Rauia resinosa
Rauia resinosa är en vinruteväxtart som beskrevs av Nees & C. Martius. Rauia resinosa ingår i släktet Rauia och familjen vinruteväxter. Inga underarter finns listade i Catalogue of Life.